# Колірна субдискретизація
Ко́лірна субдискретиза́ція (англ. Chroma subsampling) - технологія кодування зображень зі зниженням колірної роздільної здатності, при якій частота вибірки різницевих сигналів кольору може бути менше частоти вибірки сигналу яскравості. Заснована на особливості людського зору, вираженої більшою чутливістю до перепадів яскравості, ніж кольорів. Колірна субдискретизація є важливим способом зниження швидкості цифрового потоку відеоданих (цифрове стиснення відеоінформації). Використовується в системах аналогового і цифрового телебачення, цифрового відеозапису і алгоритмах стиснення зображень, таких як JPEG.
На практиці кодування зображень здійснюється зменшенням роздільної здатності в різницевих каналах кольору при збереженні роздільної здатності в каналі яскравості.

## Історія, стандарти
Метод був вперше розроблений в 1950-х Альдо Бедфордом для системи кольорового телебачення компанії RCA. Пізніше він отримав свій розвиток в стандарті NTSC. Втім, принцип поділу яскравості та інформації про колір був придуманий ще раніше - в 1938 році Джорджесом Валенсі.

Для сумісності з чорно-білим телевізійним сигналом і для можливості зменшення смуги частот, необхідної для передачі колірної інформації, в кольоровому телебаченні використовуються спеціальні схеми підсумовування трьох складових відеосигналу Y'- означає яскравість, а R - Y' і B - Y'- сигнали, які несуть інформацію про червону (англ. red) та синю (англ. blue) складові. Для перекладу компонентного відеосигналу в цифрову форму відповідно до рекомендацій ITU-R 601 застосовується кодування за такими формулами:
Y' = 0.299*R' + 0.587*G'+ 0.114*B'
CR = 0.713*(R' - Y')
CB = 0.564*(B'-Y')
При передачі таких сигналів, можливе відновлення складових кольорів: червоної (R), синьої (B) і зеленої (G), які використовуються в більшості систем відображення відеоінформації.
При Y ', Cr, Cb поданні відеосигналу компоненти Cr, Cb передаються з дискретністю, удвічі меншу дискретності сигналу яскравості, при цьому частота дискретизації для сигналу яскравості Y' встановлюється рівною 13,5 МГц, що вдвічі більше, ніж для сигналів Cr і Cb - 6,75 МГц. Для цифрових стандартів прийнято базове значення частоти дискретизації рівне 3,375 МГц, таким чином, частоти дискретизації яскравості і двох колірних сигналів будуть знаходитися у співвідношенні 4:2:2.
Для сигналів ТВЧ згідно частини II Рекомендації ITU-R 709-3 встановлені частоти дискретизації сигналів яскравості 74,25 МГц і кольоровості 37,125 МГц.

## Формати субдискретизації
Структура дискретизації сигналу позначається як співвідношення між трьома частинами X: a: b (наприклад, 4:2:2), що описують число вибірок яскравості і колірних сигналів. Також іноді використовується позначення з чотирма частинами (4:2:2:4), де четверта цифра, якщо вона включена, повинна бути ідентична першій цифрі, яка вказує на наявність сигналу четвертого каналу, що містить інформацію прозорості (альфа-канал). Цими частинами є:
- X - частота дискретизації каналу яскравості, виражена коефіцієнтом базової частоти (ширина макропікселя)
- a - число вибірок колірних сигналів (Cr, Cb) у горизонтальному напрямку в першому рядку
- b - число (додаткових) вибірок колірних сигналів (Cr, Cb) у другому рядку
- α - частота дискретизації альфа-каналу (по відношенню до першої цифри). Може бути опущений, якщо альфа-компонент відсутній, і дорівнює X за його наявності.

|          | 4:1:1                                                                      | 4:1:1                                                                      | 4:1:1                                                                      | 4:1:1                                                                      |                                                                            |                                                                        | 4:2:0                                                                  | 4:2:0                                                                  | 4:2:0                                                                  | 4:2:0                                                                  |                                                                            |                                                                            | 4:2:2                                                                      | 4:2:2                                                                      | 4:2:2                                                                      | 4:2:2                                                                |                                                                      |                                                                      | 4:4:4                                                                | 4:4:4                                                                | 4:4:4 | 4:4:4 |  |
| Y'CrCb   |                                                                            |                                                                            |                                                                            |                                                                            |                                                                            |                                                                        |                                                                        |                                                                        |                                                                        |                                                                        |                                                                            |                                                                            |                                                                            |                                                                            |                                                                            |                                                                      |                                                                      |                                                                      |                                                                      |                                                                      |       |       |  |
|          |                                                                            |                                                                            |                                                                            |                                                                            |                                                                            |                                                                        |                                                                        |                                                                        |                                                                        |                                                                        |                                                                            |                                                                            |                                                                            |                                                                            |                                                                            |                                                                      |                                                                      |                                                                      |                                                                      |                                                                      |       |       |  |
|          | =                                                                          | =                                                                          | =                                                                          | =                                                                          |                                                                            | =                                                                      | =                                                                      | =                                                                      | =                                                                      |                                                                        | =                                                                          | =                                                                          | =                                                                          | =                                                                          |                                                                            | =                                                                    | =                                                                    | =                                                                    | =                                                                    |                                                                      |       |       |  |
| Y'       |                                                                            |                                                                            |                                                                            |                                                                            |                                                                            |                                                                        |                                                                        |                                                                        |                                                                        |                                                                        |                                                                            |                                                                            |                                                                            |                                                                            |                                                                            |                                                                      |                                                                      |                                                                      |                                                                      |                                                                      |       |       |  |
|          |                                                                            |                                                                            |                                                                            |                                                                            |                                                                            |                                                                        |                                                                        |                                                                        |                                                                        |                                                                        |                                                                            |                                                                            |                                                                            |                                                                            |                                                                            |                                                                      |                                                                      |                                                                      |                                                                      |                                                                      |       |       |  |
|          | +                                                                          | +                                                                          | +                                                                          | +                                                                          |                                                                            | +                                                                      | +                                                                      | +                                                                      | +                                                                      |                                                                        | +                                                                          | +                                                                          | +                                                                          | +                                                                          |                                                                            | +                                                                    | +                                                                    | +                                                                    | +                                                                    |                                                                      |       |       |  |
|          | 1                                                                          | 2                                                                          | 3                                                                          | 4                                                                          | X = 4                                                                      | 1                                                                      | 2                                                                      | 3                                                                      | 4                                                                      | X = 4                                                                  | 1                                                                          | 2                                                                          | 3                                                                          | 4                                                                          | X = 4                                                                      | 1                                                                    | 2                                                                    | 3                                                                    | 4                                                                    | X = 4                                                                |       |       |  |
| (Cr, Cb) | 1                                                                          | 1                                                                          | 1                                                                          | 1                                                                          | a = 1                                                                      | 1                                                                      | 1                                                                      | 2                                                                      | 2                                                                      | a = 2                                                                  | 1                                                                          | 1                                                                          | 2                                                                          | 2                                                                          | a = 2                                                                      | 1                                                                    | 2                                                                    | 3                                                                    | 4                                                                    | a = 4                                                                |       |       |  |
| (Cr, Cb) | 1                                                                          | 1                                                                          | 1                                                                          | 1                                                                          | b = 1                                                                      |                                                                        |                                                                        |                                                                        |                                                                        | b = 0                                                                  | 1                                                                          | 1                                                                          | 2                                                                          | 2                                                                          | b = 2                                                                      | 1                                                                    | 2                                                                    | 3                                                                    | 4                                                                    | b = 4                                                                |       |       |  |
|          | ¼ горизонтальна роздільна здатність, повна вертикальна роздільна здатність | ¼ горизонтальна роздільна здатність, повна вертикальна роздільна здатність | ¼ горизонтальна роздільна здатність, повна вертикальна роздільна здатність | ¼ горизонтальна роздільна здатність, повна вертикальна роздільна здатність | ¼ горизонтальна роздільна здатність, повна вертикальна роздільна здатність | ½ горизонтальна роздільна здатність, ½ вертикальна роздільна здатність | ½ горизонтальна роздільна здатність, ½ вертикальна роздільна здатність | ½ горизонтальна роздільна здатність, ½ вертикальна роздільна здатність | ½ горизонтальна роздільна здатність, ½ вертикальна роздільна здатність | ½ горизонтальна роздільна здатність, ½ вертикальна роздільна здатність | ½ горизонтальна роздільна здатність, повна вертикальна роздільна здатність | ½ горизонтальна роздільна здатність, повна вертикальна роздільна здатність | ½ горизонтальна роздільна здатність, повна вертикальна роздільна здатність | ½ горизонтальна роздільна здатність, повна вертикальна роздільна здатність | ½ горизонтальна роздільна здатність, повна вертикальна роздільна здатність | повна горизонтальна здатність, повна вертикальна роздільна здатність | повна горизонтальна здатність, повна вертикальна роздільна здатність | повна горизонтальна здатність, повна вертикальна роздільна здатність | повна горизонтальна здатність, повна вертикальна роздільна здатність | повна горизонтальна здатність, повна вертикальна роздільна здатність |       |       |  |

## 8:4:4 Y'CbCr
Кожна з колірних компонент Cb і Cr мають однакову частоту дискретизації. Компонента яскравості має вдвічі більшу роздільну здатність. Ця система використовується сканерами кіноплівки високого рівня, пристроями телекіно.

## 4:4:4 Y'CbCr
Кожна з трьох компонент Y'CbCr має однакову частоту дискретизації. Ця схема іноді використовується в дорогих сканерах і кінематографічному пост-продакшн виробництві. Як правило, для надання такої пропускної здатності використовується двоканальний інтерфейс HD-SDI, стандарту SMPTE 372M. Перше підключення для передачі сигналу 4:2:2, друге підключення - для сигналу 0:2:2, у поєднанні буде передано 4:4:4.

## 4:4:4 R'G'B '(без Субдискретизації)
Варто відзначити, що під "4:4:4" може розумітися колірний простір R'G'B', який зовсім не має кольорової субдискретизації. Відеоформати, такі як HDCAM SR, можуть записувати цифровий відеосигнал з частотою вибірки 4:4:4 R'G'B' за допомогою двоканального HD-SDI.

## 4:2:2
Використовується в наукових дослідженнях, професійних системах і форматі MPEG-2. Рекомендація 601 визначає стандарт повного цифрового відеосигналу з співвідношенням частот дискретизації яскравості і колірних сигналів як 4:2:2. У кожному рядку передається повний сигнал яскравості, а для колірних сигналів проводиться вибірка кожного другого відліку. Таким чином колірна горизонтальна роздільна здатність знижується вдвічі.

## 4:2:1
Цей режим також визначено технічно. Використовується в обмеженому наборі апаратних і програмних кодерів.

## 4:1:1
У співвідношенні 4:1:1, горизонтальна роздільна здатність колірних сигналів знижується до чверті від повної роздільної здатності сигналу яскравості, також пропускна здатність зменшується удвічі в порівнянні з режимом без субдискретизації. Спочатку, 4:1:1 застосовувався у форматі DV, який не вважався мовним і був єдиним прийнятним форматом відеозапису для низькобюджетних і споживчих додатків. В даний час, DV-формат (з вибіркою 4:1:1) використовується професійно для виробництва новин та відтворення відео за допомогою серверів.
У системі NTSC, якщо частота дискретизації яскравості дорівнює 13,5 МГц, то це означає, що кожен із сигналів Cr і Cb буде дискретизовано з частотою 3,375 МГц, що відповідає максимальній пропускній здатності частоти Найквіста 1,6875 МГц, в той час як традиційний " NTSC кодер високого класу аналогового мовлення "матиме частоту Найквіста 1,5 МГц і 0,5 МГц для I/Q каналів. Однак у більшості одиниць обладнання, особливо в дешевих телевізорах і VHS/Betamax відеомагнітофонах, канали кольоровості мають пропускну здатність тільки 0,5 МГц для Cr і Cb (що еквівалентно для I/Q). Таким чином, система фактично забезпечує збільшену пропускну здатність кольору в порівнянні з найкращими композитними аналоговими специфікаціями для NTSC, незважаючи на те, що використовується тільки 1/4 від повної смуги частот колірної складової "повного" цифрового сигналу. Формати, які використовують 4:1:1, включають в себе:
- DVCPRO (NTSC і PAL)
- NTSC DV і DVCAM
- D-7

## 4:2:0
Різні варіанти 4:2:0 конфігурацій можна знайти в:
- стандартах кодування відео ІСО / МЕК, MPEG, МККТТ та Групи експертів кодування відео "H.26x", включаючи реалізації H.262/MPEG-2 Part 2, такі як DVD (хоча деякі профілі MPEG-4 Part 2 і H.264 / MPEG-4 AVC дозволяють кодувати зі структурою вибірки більш високої якості, наприклад, такий як 4:4:4)
- PAL DV і DVCAM
- HDV
- AVCHD і AVC-Intra 50
- Apple Intermediate Codec
- Найбільш поширені реалізації JPEG / JFIF і MJPEG
- VC-1

Для колірних компонентів Cb і Cr при дискретизації відкидається кожен другий відлік по горизонталі і по вертикалі. Є три варіанти схем 4:2:0, що мають різні горизонтальні і вертикальні розміщення відліків:
- Відліки колірних компонентів у форматі 4:2:0, прийнятому в системі компресії MPEG-2, що не суміщені з відліками складової яскравості.
- У JPEG / JFIF, H.261 і MPEG-1, Cb і Cr суміщені і розташовуються між альтернативними відліками яскравості.
- У 4:2:0 DV, відліки колірних компонентів Cb і Cr суміщені з відліками складової яскравості зображення, може бути отриманий з прототипної структури 4:2:2 шляхом почергового виключення одного колірного компонента в кожному другому рядку кожного поля.

Цей вид обробки даних особливо добре підходить для кольорових систем PAL і SECAM. Більшість цифрових відео форматів PAL використовують відповідно 4:2:0, за винятком DVCPRO25, який використовує 4:1:1. Обидва варіанти 4:1:1 і 4:2:0 вдвічі скорочують пропускну здатність у порівнянні з поданням без Субдіскретізація.

## 4:1:0
Підтримується деякими кодеками, але використовується не дуже широко. При цьому співвідношенні коефіцієнтів використовується половина вертикального і чверть горизонтального колірного дозволу, і лише одна восьма частина від смуги пропускання максимального колірного дозволу.

## 3:1:1
Використовується у форматі відеозапису високої чіткості Sony HDCAM (Не HDCAM SR !). У горизонтальному напрямку проводиться вибірка відліків сигналу яскравості на три чверті від повної частоти дискретизації HD - 1440 вибірок в рядку проти 1920 в HDCAM SR. У вертикальному напрямку, як в каналі яскравості, так і в каналі кольоровості проводиться повна дискретизація HD (1080 відліків).

## Термінологія
Термін Y'UV відноситься до аналогової схеми кодування, в той час як Y'CbCr - до цифрової схеми кодування. Одне з відмінностей між ними в тому, що набір коефіцієнтів компонентів кольоровості U, V і Cb, Cr різний. Проте термін YUV часто використовується помилково, використовуючи кодування Y'CbCr. Отже, вирази типу "4:2:2 YUV" завжди відносяться до 4:2:2 Y'CbCr, так як просто немає такого поняття, як 4: x: x в аналоговому кодуванні (наприклад, YUV).
Також терміном яскравість і символом Y часто користуються помилково, маючи на увазі яскравість, яка позначається символом Y'. (Апостроф означає, що інтенсивність світла кодується нелінійно за допомогою гама-корекції).

Зверніть увагу, що яскравість (Y') у відео інженерів відрізняється від яскравості (Y) в колориметрії (як визначено в CIE). Яскравість (у ТБ) формується як зважена сума компонентів RGB з гама-корекцією (триколірною). Яскравість формується як зважена сума лінійних (триколірних) компонентів RGB.
Крім того, поняття «кольоровість» у відео інженерів відрізняється від «кольоровості» в колориметрії. Кольоровість у відео-інженерній практиці формується з вагових триколірних компонентів , нелінійних компонентів. Поняття кольоровість і насиченість часто використовуються як синоніми для позначення кольоровості.